# 伊夫尼战争
伊夫尼战争（西班牙語：la Guerra de Ifni），有时被称作被遗忘的战争（la Guerra Olividada），是1957至1958年西班牙与摩洛哥解放军在西属西非洲发生的一系列军事冲突。这场战争通常被认为是20世纪五六十年代横扫非洲的非殖民化运动的一部分。

## 起因
西迪伊夫尼于1860年被纳入西班牙帝国版图。接下来的几十年里，法国与西班牙合作导致了西班牙保护国在该城以南的建立和扩张。西班牙的影响力在1884年的柏林会议上获得了国际认可。1946年，该地区的各个沿海和内陆殖民地被整合为西属西非洲。
1956年摩洛哥从法国和西班牙重新获得独立时，摩洛哥对西班牙在摩洛哥南部以及撒哈拉保留的殖民地表示了浓厚的兴趣，声称那些地区是摩洛哥的历史主权领土。苏丹穆罕默德五世鼓励收复领土并且建立了私人的反西班牙组织，包含摩洛哥人和撒哈拉土著的武装分子，要求伊夫尼回到摩洛哥。

## 战争爆发
1957年4月10日在伊夫尼爆发了摩洛哥人针对西班牙统治的暴力示威，其次是对其内部亲西班牙人的屠杀。作为回应，佛朗哥将军6月份派出西班牙精英战斗部队西班牙军团两个营到萨基亚阿姆拉的阿尤恩。
西班牙的军事行动导致摩洛哥皇家军队在伊夫尼附近集结。1957年10月23日，伊夫尼郊区的Goulimine和Bou Izarguen两个村庄被1500名摩洛哥圣战者占领。
摩洛哥对伊夫尼的包围是伊夫尼战争的开始。在双方敌对行动开始之前，另外的两个营的西班牙军团到达西撒哈拉。

### 对伊夫尼的袭击
1957年11月21日，西班牙在伊夫尼的情报部门报告说，摩洛哥人即将从Tafraout发起进攻。两天之后，西班牙的通信线路被切断，约2000名摩洛哥人在伊夫尼周围地区袭击了西班牙驻军和军火库。
虽然摩洛哥人对西迪伊夫尼的进攻被轻易击退，但是西班牙面对敌方袭击事件，遗弃了两个附近的前哨站，还有许多其他哨站受到摩洛哥的围困。
在Tiluin，60名伊夫尼步枪队（Tiradores de Ifni，由当地士兵和西班牙军官组成的本土部队）成员努力阻挡数百名摩洛哥士兵的进攻。在11月25日，对这些人员进行营救行动展开。首先是五架CASA 2.111轰炸机（He-111的西班牙生产型号）轰炸了敌方阵地，同时同等数量的CASA 352运输机（Ju 52/3m的西班牙生产型号）向该哨站投放了75名伞兵作为增援。
12月3日，西班牙军团第六营（VI Bandera）的援军抵达Tiluin，打破了摩洛哥人的包围圈并且重新开放了机场。这些人员随后被转移到伊夫尼。
对Telata的解救不太成功。11月24日，从西迪伊夫尼派出了几辆旧卡车去营救Telata，由Ortiz de Zárate上尉领导西班牙军团伞兵营的一个排执行这次任务。由于复杂的地形和摩洛哥人频繁的袭击，迫使西班牙人离开主路，从而使营救任务进展缓慢，在第二天就有数人负伤。11月26日，他们的食物耗尽。西班牙人在弹药不足的情况下继续前进。
接下来他们的补给被空运，但西班牙人的伤亡人数持续增加，Ortiz de Zárate上尉是阵亡者之一。12月2日，Telata的西班牙守卫队突破摩洛哥阵地，赶走了敌人。伞兵队的幸存者在12月5日重新回到了伊夫尼，小队中有2人死亡、14人受伤。

### 围困伊夫尼
摩洛哥最初针对西班牙军队的袭击一般是成功的。在两星期的时间内，大部分伊夫尼地区都落入摩洛哥人之手，此举将西班牙在内陆的部队与西迪伊夫尼隔离开。与此同时，在西屬撒哈拉境内针对西班牙驻军和运输车队的袭击也一并开展。
随后摩洛哥军队得到了补充和增援，试图围困西迪伊夫尼并煽动当地群众起义，但摩洛哥人低估了西班牙守军的力量。西班牙海軍为陆上守军提供了补给，并且西迪伊夫尼还有数公里长的壕沟和哨站保护。在西迪伊夫尼，12月9日之前就有7500名守军，它被证明是坚不可摧的。持续到1958年6月的对西迪伊夫尼的围困显得十分平静，因为西班牙和摩洛哥都将他们的资源集中到了南部的撒哈拉地区。

### Edchera之战
1958年1月，摩洛哥加强对西班牙的进攻，并且将在西班牙撒哈拉殖民地上作战的军队统一组成了“摩洛哥解放军”。
1月12日，一队摩洛哥解放军袭击了阿尤恩的西班牙军，但被击退。于是他们转向东南部。第二天在Edchera，另一个机会出现，西班牙军团13营的两个连队正在执行侦察任务。摩洛哥人隐蔽在在西班牙军位置附近的沙丘向西班牙军开火。
遭遇伏击后，西班牙人努力保持集中并用迫击炮与轻武器还击。西班牙军第1排的士兵顽强抵抗摩洛哥人的进攻直到遭受伤亡严重被迫撤退。血腥的交战一直持续到黄昏，西班牙军队有力阻止了摩洛哥人的进攻，但自身也受到了严重损失。到晚上撒哈拉解放军因为士兵太过分散并且伤亡过大，借夜幕的掩护撤退了。

### 在西属撒哈拉的扫荡行动
1958年2月，法国和西班牙组成联军，准备发动进攻瓦解摩洛哥解放军。在联军中，两国共部署了150架飞机的空军。地面部队中西班牙有9000人，法国有5000人。
首先是坦坦山地的摩洛哥据点。联军出动飞机轰炸造成了150名摩洛哥人死亡，使摩洛哥人被迫放弃了该处据点。
2月10日，第4、第9、第13西班牙军团营组成的机动队将摩洛哥解放军从Edchera驱赶到Tafurdat和斯马拉。
在阿尤恩的西班牙军与在弗德里克的法军一起，于2月21日袭击了摩洛哥军，摧毁了在Bir Nazaran和奧塞爾德间集结的撒哈拉解放军。

## 战争结果
1958年4月2日，西班牙和摩洛哥政府签署了以该地区大型海湾命名的《安格拉德辛特拉条约》。摩洛哥获得了朱比角（又名“塔尔法亚地帶”，Tarfaya Strip）于德拉河和北纬27°40'之间的地区，但不包括伊夫尼城。
西班牙之后继续拥有伊夫尼，在一些国际压力下（1965年联合国的第2072号决议），西班牙于1969年将伊夫尼归还给摩洛哥。西班牙仍继续控制西撒哈拉，直到1975年的绿色进军和摩洛哥军队的入侵，西班牙在与摩洛哥和毛里塔尼亚签署《马德里协定》後才在1976年初撤离该地区。